# Lliga equatoguineana de futbol
La Lliga equatoguineana de futbol (oficialment Primera Divisíon de Honor) és la màxima competició futbolística de Guinea Equatorial. És organitzada per la Federación Ecuatoguineana de Fútbol. Fou creada el 1979.
Abans de la independència del país hi havia dues lligues, una per europeus (Liga Europea) i una pels habitants locals (Liga Indigenas).

## Clubs participants
Font:

### Insular
- Atlético Semu
- Ceiba FC
- Cano Sport
- Deportivo Unidad
- Estrella Roja
- Leones Vegetarianos
- Real X Balompié
- Recreativo Lampert
- San Pablo de Nsork
- Santa María
- Sony Elá Nguema
- The Panthers

### Continental
- 15 de Agosto
- AD Mongomo
- Akonangui
- Atlético Bata
- Deportivo Anoney
- Deportivo Mongomo
- Deportivo Niefang
- Dragón
- Fundación Bata
- Futuro Kings
- Racing de Micomeseng
- Unión Vesper

## Historial
Font:
- 1979:  Real Rebola (1)
- 1980:  Deportivo Mongomo (1)
- 1981:  Atlético Malabo (1)
- 1982:  Atlético Malabo (2)
- 1983:  Dragón FC Bata (1)
- 1984:  CD Elá Nguema (1)
- 1985:  CD Elá Nguema (2)
- 1986:  CD Elá Nguema (3)
- 1987:  CD Elá Nguema (4)
- 1988:  CD Elá Nguema (5)
- 1989:  CD Elá Nguema (6)
- 1990:  CD Elá Nguema (7)
- 1991:  CD Elá Nguema (8)
- 1992:  Akonangui FC (1)
- 1993-1995: desconegut
- 1996:  Cafe Bank Sportif (1)
- 1997:  Deportivo Mongomo (2)
- 1998:  CD Elá Nguema (9)
- 1999:  Akonangui FC (2)
- 2000:  CD Elá Nguema (10)
- 2001:  Akonangui FC (3)
- 2002:  CD Elá Nguema (11)
- 2003:  Atlético Malabo (3)
- 2004:  Renacimiento FC (1)
- 2005:  Renacimiento FC (2)
- 2006:  Renacimiento FC (3)
- 2007:  Renacimiento FC (4)
- 2008:  Akonangui FC (4)
- 2009:  CD Elá Nguema (12)
- 2010:  Deportivo Mongomo (3)
- 2011:  Sony de Elá Nguema (13)
- 2012:  Sony de Elá Nguema (14)
- 2013:  Akonangui FC (5)
- 2014:  Sony de Elá Nguema (15)
- 2015:  Racing de Micomeseng (1)
- 2015–16:  Sony de Elá Nguema (16)
- 2017:  Leones Vegetarianos (1)[3]
- 2018:  Leones Vegetarianos (2)
- 2018-19:  Cano Sport (1)
- 2019-20: Cancel·lat[4]
- 2020-21: No es disputà[5]
- 2021-22:  Deportivo Mongomo (4)
- 2022-23:  Dragón FC Bata (2)
- 2023-24:  Deportivo Mongomo (5)